# Ајзак Бастијан
Ајзак Бастијан (енгл. Izaak Bastian; Насау, 3. јануар 2001) бахамски је пливач чија специјалност су трке прсним стилом. 

## Спортска каријера
Иако је рођен на Бахамима, Бастијан је одрастао у градићу Бока Ратон на Флориди, где је и почео интензивније да тренира пливање. Након завршене средње школе уписује се на Државни универзитет Флориде у Талахасију, где наставља и своју пливачку каријеру.  
Први наступ на великим међународним такмичењима имао је на светском јуниорском првенству у Индијанаполису 2017. где је остварио неколико солидних резултата. На сениорским такмичењима је дебитовао на светском првенству у корејском Квангџуу 2019, где је наступио у квалификационим тркама на 50 прсно (49. место) и 100 прсно (58. место). 